# Dear White People
Dear White People (englisch für „Liebe weiße Mitmenschen“) ist eine US-amerikanische Fernsehserie des Streaming-Anbieters Netflix. Sie basiert auf dem gleichnamigen Film aus dem Jahr 2014. Justin Simien, der Regisseur und Drehbuchautor des Films, erschuf die Serie und schrieb auch die Skripte für sechs Folgen und führte bei sieben Episoden Regie. Der Name Dear White People leitet sich von dem satirischen Twitter-Account des Autors ab, auf dem er sich mit dem Rassismus in seinem Heimatland auseinandersetzt. Innerhalb der Serie ist Dear White People der Titel einer Radiosendung der afroamerikanischen Studentin Sam White (später von Joëlle Brooks), in der sie weiße Studenten anspricht und über deren Rassismus aufklärt.
Die erste Staffel, die ab dem 28. April 2017 zu sehen war, besteht aus zehn Folgen. Am 30. Juni 2017 verlängerte Netflix die Serie um eine weitere Staffel, welche seit dem 4. Mai 2018 auf der Streaming-Plattform zu finden ist. Im Juni 2018 bestellte Netflix eine dritte Staffel, die seit dem 2. August 2019 abrufbar ist. Am 2. Oktober 2019 gab Netflix die vierte und zugleich letzte Staffel in Auftrag, die am 22. September 2021 ihre Premiere auf Netflix feierte.

## Handlung
Die Serie fokussiert sich auf eine Gruppe afroamerikanischer Studierender der fiktiven Winchester University, die Teil der Ivy League ist. Bis auf jeweils eine Staffelfolge konzentriert sich jede Episode auf eine bestimmte Figur und ihren Universitäts- sowie Privatalltag.

## Besetzung und Synchronisation
Die ersten beiden Staffeln wurden bei der TV+Synchron, die dritte bei der Berliner Synchron vertont. Kaze Uzumaki schrieb die Dialogbücher der ersten Staffel, Christian Zeiger führte seit der ersten Staffel die Dialogregie und verfasste seit der zweiten Staffel auch die Synchronbücher, ab der dritten Staffel zusammen mit Birte Baumgardt.
Die Schauspieler Brandon Alter, Brandon P. Bell, Ashley Blaine Featherson, Nia Jervier, Jemar Michael, Marque Richardson und Courtney Sauls spielen in der Serie dieselben Rollen wie im gleichnamigen Film. Tessa Thompson und Tyler James Williams, die Gastauftritte haben, stellten im Film Samantha White beziehungsweise Lionel Higgins dar. Lena Waithe, ebenfalls Nebendarstellerin, war eine der Produzentinnen des Films.

### Hauptbesetzung
| Rolle                    | Schauspieler             | Hauptrolle | Nebenrolle | Synchronsprecher                                        |
| ------------------------ | ------------------------ | ---------- | ---------- | ------------------------------------------------------- |
| Samantha „Sam“ White     | Logan Browning           | 1.01–4.10  |            | Magdalena Turba                                         |
| Troy Fairbanks           | Brandon P. Bell          | 1.01–4.10  |            | Tim Knauer                                              |
| Lionel Higgins           | DeRon Horton             | 1.01–4.10  |            | David Turba                                             |
| Colandrea „Coco“ Conners | Antoinette Robertson     | 1.01–4.10  |            | Yvonne Greitzke (Staffel 1) Sonja Spuhl (Staffel 2–4)   |
| Gabe Mitchell            | John Patrick Amedori     | 1.01–4.10  |            | Julien Haggège                                          |
| Joelle Brooks            | Ashley Blaine Featherson | 1.01–4.10  |            | Julia Meynen (Staffel 1) Bianca Krahl (Staffel 2–4)     |
| Reggie Green             | Marque Richardson        | 2.01–4.10  | 1.01–1.10  | Roman Wolko                                             |
| Al                       | Jemar Michael            | 1.01–3.10  | 4.01–4.10  | Amadeus Strobl (Staffel 1) Nicolás Artajo (Staffel 2–4) |
| Brooke                   | Courtney Sauls           | 1.02–3.10  | 4.01–4.10  | Giovanna Winterfeldt                                    |

### Nebenbesetzung
| Rolle                         | Schauspieler          | Nebenrolle                        | Synchronsprecher                                           |
| ----------------------------- | --------------------- | --------------------------------- | ---------------------------------------------------------- |
| Dr. Edward Ruskins / Erzähler | Giancarlo Esposito    | 1.01–3.10                         | Ingo Albrecht                                              |
| Silvio                        | DJ Blickenstaff       | 1.02–3.01                         | Kim Hasper                                                 |
| Muffy Tuttle                  | Caitlin Carver        | 1.04–4.08                         | Rieke Werner                                               |
| Ikumi                         | Ally Maki             | 1.05–3.10                         | Lisa May-Mitsching                                         |
| Dean Fairbanks                | Obba Babatundé        | 1.02–4.10                         | Hans-Jürgen Wolf (Staffel 1–2) Kaspar Eichel (Staffel 3–4) |
| Pastor Kordell                | Brandon Black         | 1.01–4.10                         | Jeffrey Wipprecht                                          |
| Kurt Fletcher                 | Wyatt Nash            | 1.01–3.10                         | Julius Jellinek (Staffel 1) Konrad Bösherz (Staffel 2–3)   |
| Clifton                       | Erich Lane            | 1.03–4.10                         | Patrick Baehr                                              |
| Abigail                       | Sheridan Pierce       | 1.01–4.09                         | Lydia Morgenstern                                          |
| James                         | Nicholas Anthony Reid | 1.02–4.10                         | Jeremias Koschorz                                          |
| Präsident Fletcher            | John Rubinstein       | 1.03, 1.09–1.10, 4.03, 4.10       | Jürgen Kluckert                                            |
| Neika Hobbs                   | Nia Long              | 1.03, 1.08–1.09                   | Christin Marquitan                                         |
| Kelsey Phillips               | Nia Jervier           | 1.01–3.10                         | Kristina Tietz (Staffel 1) Birte Baumgardt (Staffel 2–3)   |
| Rashid Mburu                  | Jeremy Tardy          | 1.01–3.10                         | Asad Schwarz                                               |
| Vanessa                       | Francia Raisa         | 1.07–1.08, 1.10                   | Josephine Schmidt                                          |
| Milo                          | Alex Alcheh           | 1.06–1.07, 1.10, 3.04, 3.06, 3.10 | Nico Sablik                                                |
| P. Ninny                      | Lena Waithe           | 2.01, 2.05, 2.10                  | Vera Teltz                                                 |
| Moses Brown                   | Blair Underwood       | 3.01–3.02, 3.06, 3.08, 3.10       | Charles Rettinghaus                                        |
| Genifer / Marie Antoinasty    | Quei Tann             | 3.03–4.10                         | Anja Stadlober                                             |
| Michael                       | Wade F. Wilson        | 3.03–4.10                         | Rainer Fritzsche                                           |
| Iesha                         | Joi Liaye             | 4.01–4.10                         | Anne Helm                                                  |
| David                         | Rome Flynn            | 4.03–4.04, 4.06–4.08              | Leonhard Mahlich                                           |
| Geraldine Bernadette          | Wendie Malick         | 4.02–4.03, 4.05                   | Cornelia Meinhardt                                         |
| Claire                        | Joy Sunday            | 4.07                              | Jana Kozewa                                                |
| Thane Lockwood                | Brant Daugherty       | 1.03, 1.05                        | Sebastian Kluckert                                         |
| Rikki Carter                  | Tessa Thompson        | 2.05, 2.10                        | Jill Schulz                                                |
| Carson Rhodes                 | Tyler James Williams  | 2.04–2.05                         | Thomas Schmuckert                                          |
| George                        | Brandon Alter         | 2.03                              | Fabian Hollwitz                                            |
| Tina White                    | Wendy Raquel Robinson | 2.05, 2.09                        | Daniela Hoffmann                                           |

## Episodenliste

### Staffel 1
| Nr. (ges.) | Nr. (St.) | Deutscher Titel | Originaltitel | Regie            | Drehbuch                   | Hauptfigur |
| --- | --------- | --------------- | ------------- | ---------------- | -------------------------- | ---------- |
| 1 | 1         | Kapitel I       | Chapter I     | Justin Simien    | Justin Simien              | Samantha   |
| Samantha White moderiert die titelgebende Radiosendung „Dear White People“ an der Universität. Als sie in dieser über rassistische Zwischenfälle auf dem Campus berichtet, veranstaltet die satirische Zeitung „Pastiche“ eine Blackface-Party. Die Studentin hat darüber hinaus auch mit privaten Problemen zu kämpfen, da ihr weißer Freund Gabe auf Instagram ihre Beziehung bekannt gibt, was ihr sehr unangenehm ist. |           |                 |               |                  |                            |            |
| 2 | 2         | Kapitel II      | Chapter II    | Justin Simien    | Justin Simien              | Lionel     |
| Lionel Higgins veröffentlicht in der Campuszeitung „The Winchester Independent“ einen Artikel über die rassistische Feier. Dadurch genießt der Student, der eigentlich als schüchterner Nerd bekannt ist, ein hohes Ansehen bei seinen afroamerikanischen Mitschülern. Er findet mit Hilfe des Chefredakteurs Silvio heraus, dass Samantha selbst Einladungen für die Blackface-Party verschickt hat, verrät sie jedoch nicht. In ihrer nächsten Sendung hat Lionel sein Coming-out und gibt bekannt, dass er in seinen Mitschüler Troy Fairbanks verliebt ist. |           |                 |               |                  |                            |            |
| 3 | 3         | Kapitel III     | Chapter III   | Tina Mabry       | Chuck Hayward              | Troy       |
| Troy Fairbanks, der Sohn des Dekans und Vorsitzender einer schwarzen Studentenverbindung, hat die Blackface-Feier gestoppt, indem er den Sicherheitsdienst des Campus alarmiert hat, was seine ohnehin schon große Popularität noch steigert. Kurt, der Leiter von „Pastiche“, bittet Troy um Mithilfe, da er seinen guten Ruf wiederherstellen möchte. Troy lehnt dies ab. Er wird kurz darauf zum Schülersprecher gewählt. Am Ende der Folge wird sein Freund Thane, Kapitän des Football-Teams, tot aufgefunden. Außerdem stellt sich heraus, dass Troy und Neika, eine Dozentin, eine Affäre haben und von Kurt während eines ihrer Treffen gefilmt wurden.                                                                           |           |                 |               |                  |                            |            |
| 4 | 4         | Kapitel IV      | Chapter IV    | Tina Mabry       | Njeri Brown                | Coco       |
| In der Folge wird Cocos Vergangenheit behandelt: Sie und Samantha, die damals beste Freundinnen waren, wollten aufgrund des landesweiten Rassismus einer schwarzen Studentenverbindung beitreten. Eines Tages kommt es zwischen den beiden zum Streit. Infolgedessen verlässt Coco die Verbindung und beendet die Freundschaft mit Samantha. Nach Jahren als Außenseiterin beginnt sie in der Gegenwart eine Beziehung mit dem beliebten Troy und lehnt ein Versöhnungsangebot Samanthas ab. |           |                 |               |                  |                            |            |
| 5 | 5         | Kapitel V       | Chapter V     | Barry Jenkins    | Chuck Hayward & Jack Moore | Reggie     |
| Reggie, ein hochintelligenter Student, besucht mit seinen Freunden mehrere Partys. Auf einer Campusparty benutzt einer von Reggies weißen Freunden das N-Wort, was Reggie nicht billigt. Unter den Partygängern entsteht eine Diskussion über den Gebrauch des Begriffs. Nach einigen Minuten kommt die dazugerufene Campus-Polizei. Reggie wird von dieser mit einer Waffe bedroht, da er seinen Freund geschubst hat. Die Party löst sich auf, und Reggie erscheint am nächsten Tag nicht im Unterricht. |           |                 |               |                  |                            |            |
| 6 | 6         | Kapitel VI      | Chapter VI    | Steven Tsuchida  | Leann Bowen                | Samantha   |
| Die Studentenverbindung plant, bei der nächsten Vollversammlung aufgrund der Ereignisse auf der Party zu demonstrieren. Samantha macht sich auf die Suche nach Reggie und findet ihn im Kaffeehaus der Universität. Er trägt ein selbstverfasstes Gedicht über die Geschehnisse der letzten Nacht vor. Samantha ist von diesem Vortrag äußerst ergriffen und kommt mit ihrem Kommilitonen ins Gespräch. Beide begeben sich am Ende der Folge in Reggies Zimmer. |           |                 |               |                  |                            |            |
| 7 | 7         | Kapitel VII     | Chapter VII   | Nisha Ganatra    | Jack Moore                 | Gabe       |
| Gabe befürchtet, dass Samantha und Reggie eine Affäre haben könnten. Er vertraut seiner Mitschülerin Joelle, die in Reggie verliebt ist, an, dass er es war, der auf der Campus-Party den Sicherheitsdienst gerufen hat. Er gesteht Samantha seine Liebe, als jedoch durch einen Artikel von Lionel sein Anruf bei der Polizei öffentlich wird, will sie nichts von ihm wissen. Troy plant eine erneute Demonstration, diesmal im Rathaus. |           |                 |               |                  |                            |            |
| 8 | 8         | Kapitel VIII    | Chapter VIII  | Charlie McDowell | Nastaran Dibai             | Lionel     |
| Lionel verbringt den Tag mit Troy, da er einen Artikel über ihn schreiben möchte, und beschafft ihm eine saubere Urinprobe, damit dieser nicht aufgrund von Drogenbesitz verhaftet wird. Zum von Lionel erhofften Kuss mit Troy kommt es nicht. Als Lionel herausfindet, dass Kurt einen rassistischen Artikel über Samantha und die Studentenverbindung veröffentlicht hat, schreibt er seinen Artikel über Troy, in dem er behauptet, dass dieser nicht die Rassen-Problematik lösen kann. |           |                 |               |                  |                            |            |
| 9 | 9         | Kapitel IX      | Chapter IX    | Nisha Ganatra    | Chuck Hayward & Jack Moore | Coco       |
| Coco wird von Troy auf einen Fundraiser eingeladen. Auf diesem zeigt sie zum ersten Mal seit langer Zeit ihr natürliches Haar, für das sie sich geschämt hatte. Sie trennt sich von Troy und sagt ihm, dass sie von seiner Affäre mit der Dozentin wusste. Coco bittet Samantha, den geplanten Protest nicht durchzuführen, was diese ablehnt. |           |                 |               |                  |                            |            |
| 10 | 10        | Kapitel X       | Chapter X     | Justin Simien    | Justin Simien              | keine      |
| Am Tag des Protests trennt sich Gabe von Samantha aufgrund ihrer Affäre mit Reggie. Dieser wiederum beginnt eine Beziehung mit Joelle. Im Rathaus wird Troy von Coco ausgesperrt. Lionel schickt eine SMS an alle Teilnehmer des Protests, in der steht, dass die Hancocks, die wichtigsten Geldgeber der Schule, Rassismus an der Universität und in der Stadtverwaltung unterstützt haben. Während des daraus resultierenden Tumults zerbricht Troy das Glas der Eingangstür und betritt das Rathaus. Er wird von Sicherheitskräften umstellt und anschließend verhaftet. Die Teilnehmer des Protests begeben sich anschließend wieder zurück zur Universität. Dort küssen sich Lionel und Silvio, und Samantha versöhnt sich mit Coco. |           |                 |               |                  |                            |            |
| Am 28. April 2017 wurden alle Folgen der Staffel gleichzeitig bei Netflix veröffentlicht. |           |                 |               |                  |                            |            |

### Staffel 2
| Nr. (ges.) | Nr. (St.) | Deutscher Titel | Originaltitel | Regie                      | Drehbuch                           | Hauptfigur |
| --- | --------- | --------------- | ------------- | -------------------------- | ---------------------------------- | ---------- |
| 11 | 1         | Kapitel I       | Chapter I     | Justin Simien              | Justin Simien                      | Samantha   |
| 12 | 2         | Kapitel II      | Chapter II    | Kevin Bray                 | Chuck Hayward                      | Reggie     |
| 13 | 3         | Kapitel III     | Chapter III   | Charlie McDowell           | Justin Simien                      | Lionel     |
| 14 | 4         | Kapitel IV      | Chapter IV    | Kimberly Peirce            | Njeri Brown                        | Coco       |
| Coco stellt fest, dass sie schwanger ist. Sie sucht eine Abtreibungsklinik auf, verlässt diese nach sehr kurzer Zeit jedoch wieder. Obwohl es ihr großer Traum war, trotz ihrer schwierigen Vergangenheit (sie wuchs in Armut und einem lieblosen Elternhaus auf) zu studieren, bricht Coco ihr Studium ab und bringt ein Mädchen zu Welt, das sie Penelope nennt. Der Vater des Kindes ist Troy, von dem sich Coco in der letzten Staffel getrennt hatte. Trotz ihrer gemeinsamen Tochter kehrt er nicht zu Coco zurück, sondern bleibt bei seiner Ehefrau. Als Jugendliche geht Penelope auf das Winchester College, das ihre Mutter wegen ihrer Schwangerschaft verlassen hatte. Plötzlich wird Cocos Name aufgerufen, sie ist in der Abtreibungsklinik geblieben, die Ereignisse der Folge waren nur ein Tagtraum. Coco entscheidet sich schließlich für eine Abtreibung. |           |                 |               |                            |                                    |            |
| 15 | 5         | Kapitel V       | Chapter V     | Salli Richardson-Whitfield | Leann Bowen                        | Joelle     |
| 16 | 6         | Kapitel VI      | Chapter VI    | Justin Simien              | Jack Moore & Chuck Hayward         | Lionel     |
| 17 | 7         | Kapitel VII     | Chapter VII   | Steven Tschuida            | Yvette Lee Bowser & Nastaran Dibai | Troy       |
| 18 | 8         | Kapitel VIII    | Chapter VIII  | Justin Simien              | Jack Moore                         | Gabe       |
| 19 | 9         | Kapitel IX      | Chapter IX    | Janicza Bravo              | Nastaran Dibai & Yvette Lee Bowser | Samantha   |
| 20 | 10        | Kapitel X       | Chapter X     | Justin Simien              | Njeri Brown & Justin Simien        | keine      |
| Am 4. Mai 2018 wurden alle Folgen der Staffel gleichzeitig bei Netflix veröffentlicht. |           |                 |               |                            |                                    |            |

### Staffel 3
| Nr. (ges.)                                                                                | Nr. (St.) | Deutscher Titel | Originaltitel | Regie                      | Drehbuch                     | Hauptfigur |
| ----------------------------------------------------------------------------------------- | --------- | --------------- | ------------- | -------------------------- | ---------------------------- | ---------- |
| 21                                                                                        | 1         | Kapitel I       | Chapter I     | Justin Simien              | Jack Moore                   | Al         |
| 22                                                                                        | 2         | Kapitel II      | Chapter II    | Marta Cunningham           | Leann Bowen                  | Joelle     |
| 23                                                                                        | 3         | Kapitel III     | Chapter III   | Kimberly Peirce            | Justin Simien                | Samantha   |
| 24                                                                                        | 4         | Kapitel IV      | Chapter IV    | Justin Tipping             | Chuck Hayward                | Troy       |
| 25                                                                                        | 5         | Kapitel V       | Chapter V     | Cheryl Dunye               | Nastaran Dibai               | Coco       |
| 26                                                                                        | 6         | Kapitel VI      | Chapter VI    | Steven Tsuchida            | Chuck Hayward & Jack Moore   | Gabe       |
| 27                                                                                        | 7         | Kapitel VII     | Chapter VII   | Tiffany Johnson            | Leann Bowen & Steven J. Kung | Lionel     |
| 28                                                                                        | 8         | Kapitel VIII    | Chapter VIII  | Sam Bailey                 | Njeri Brown                  | Brooke     |
| 29                                                                                        | 9         | Kapitel IX      | Chapter IX    | Salli Richardson-Whitfield | Njeri Brown & Nastaran Dibai | keine      |
| 30                                                                                        | 10        | Kapitel X       | Chapter X     | Justin Simien              | Justin Simien                | Reggie     |
| Am 2. August 2019 wurden alle Folgen der Staffel gleichzeitig bei Netflix veröffentlicht. |           |                 |               |                            |                              |            |

### Staffel 4
| Nr. (ges.)                                                                                    | Nr. (St.) | Deutscher Titel | Originaltitel | Regie           | Drehbuch         | Hauptfigur        |
| --------------------------------------------------------------------------------------------- | --------- | --------------- | ------------- | --------------- | ---------------- | ----------------- |
| 31                                                                                            | 1         | Kapitel I       | Chapter I     | Justin Simien   | Justin Simien    | Lionel            |
| 32                                                                                            | 2         | Kapitel II      | Chapter II    | Justin Simien   | Leann Bowen      | Joelle            |
| 33                                                                                            | 3         | Kapitel III     | Chapter III   | Sam Bailey      | Steven J. Kung   | Troy              |
| 34                                                                                            | 4         | Kapitel IV      | Chapter IV    | Sam Bailey      | Sam Bailey       | Coco              |
| 35                                                                                            | 5         | Kapitel V       | Chapter V     | Justin Simien   | Edgar Momplaisir | -                 |
| 36                                                                                            | 6         | Kapitel VI      | Chapter VI    | Justin Simien   | Natalia Temesgen | Samantha & Lionel |
| 37                                                                                            | 7         | Kapitel VII     | Chapter VII   | Tiffany Johnson | Daheli A. Hall   | -                 |
| 38                                                                                            | 8         | Kapitel VIII    | Chapter VIII  | Tiffany Johnson | Ean Weslynn      | -                 |
| 39                                                                                            | 9         | Kapitel IX      | Chapter IX    | Justin Simien   | Jaclyn Moore     | -                 |
| 40                                                                                            | 10        | Kapitel X       | Chapter X     | Justin Simien   | Justin Simien    | -                 |
| Am 22. September 2021 wurden alle Folgen der Staffel gleichzeitig bei Netflix veröffentlicht. |           |                 |               |                 |                  |                   |

## Rezeption
In der Internet Movie Database erhielt die Serie eine Bewertung von 6,3 aus zehn Sternen basierend auf 19.117 abgegebenen Stimmen. Auf Rotten Tomatoes erreichte die erste Staffel bei den Kritikern eine Bewertung von 98 Prozent, bei den Zuschauern einen Wert von 64 Prozent. Die zweite Staffel erreichte einen Kritiker-Wert von 100 Prozent und eine Zuschauerbewertung von 59 Prozent. Die dritte Staffel erreichte eine Kritiker-Bewertung von 86 Prozent, bei den Zuschauern einen Wert von 53 Prozent. Die Gesamtwertung der Serie lag bei Metacritic bei 84 aus 100 Punkten (Stand: 8. August 2019).
Lanre Bakare des The Guardian lobte die Serie für ihren Biss und ihre Tiefe und bezeichnete sie als „scharfsinnige Satire“. Er bewertete sie mit vier von fünf Sternen. James Poniewozik von der The New York Times lobte die gut geschriebenen Charaktere und die überzeugenden Darsteller sowie die starke, beständige Aussagekraft der Folgen.
Die Serie wurde von einigen Twitter-Nutzern als „rassistisch gegenüber Weißen“ bezeichnet, auf YouTube hatte der erste Trailer 22.000 Likes gegenüber 54.000 Dislikes. Der Erfinder der Serie, Justin Simien, behauptete, dass diese Aussagen beweisen, dass sich schwarze Künstler auf eine Art und Weise rechtfertigen müssten, die von Weißen nicht verlangt wird. Allerdings gab Simien auch an, froh über die Kontroverse zu sein, da die Serie so mehr Aufmerksamkeit erhalte und ihr Standpunkt bestätigt werde. Die Hauptdarstellerin Logan Browning antwortete auf die Aussagen der Twitter-Nutzer, dass viele Fernseh-Kritiker, die die Serie positiv bewerteten, ebenfalls weiß seien.

## Auszeichnungen und Nominierungen (Auswahl)
AAFCA Award
- AAFCA Award 2017

- Auszeichnung als eine der zehn besten Fernsehserien

Artios Award
- Artios Awards 2018

- Nominierung: Bestes Casting der ersten Staffel einer Comedy-Fernsehserie, für Kim Coleman

- Artios Awards 2019

- Nominierung: Bestes Casting einer Comedy-Fernsehserie, für Kim Coleman

GLAAD Media Award
- GLAAD Media Awards 2020

- Nominierung: Beste Comedy-Serie

Gotham Award
- Gotham Awards 2017

- Nominierung: Breakthrough Series – Long Form

Humanitas-Preis
- Humanitas Prize 2020

- Auszeichnung in der Kategorie 30 minutes

NAACP Image Award
- Image Award 2018

- Nominierung: Beste Comedy-Serie
- Nominierung: Bestes Drehbuch einer Comedy-Serie, für Justin Simien
- Nominierung: Beste Regie einer Comedy-Serie, für Barry Jenkins
- Nominierung: Beste Regie einer Comedy-Serie, für Justin Simien

- Image Award 2019

- Nominierung: Beste Comedy-Serie
- Nominierung: Beste Hauptdarstellerin einer Comedy-Serie, für Logan Browning
- Nominierung: Bestes Drehbuch einer Comedy-Serie, für Justin Simien

- Image Award 2020

- Nominierung: Beste Comedy-Serie
- Nominierung: Beste Hauptdarstellerin einer Comedy-Serie, für Logan Browning
- Nominierung: Beste Gastdarstellung einer Comedy- oder Drama-Serie, für Blair Underwood

South by Southwest
- South by Southwest 2017

- Publikumspreis in der Kategorie Fernsehserie